# Liriomyza nigriscutellata
Liriomyza nigriscutellata este o specie de muște din genul Liriomyza, familia Agromyzidae, descrisă de Spencer în anul 1981.
Este endemică în California. Conform Catalogue of Life specia Liriomyza nigriscutellata nu are subspecii cunoscute.